# Linha do Dão
A Linha do Dão, originalmente conhecida como Ramal de Viseu e Linha de Santa Comba a Viseu, foi uma linha ferroviária de via estreita (1000 mm) que ligava Santa Comba Dão, na Linha da Beira Alta, à cidade de Viseu, no centro de Portugal. Entrou ao serviço em 25 de Novembro de 1890, e foi definitivamente encerrada em 28 de Setembro de 1989, tendo sido convertida numa ecopista entre 2007 e 2011.

## Caracterização

### Descrição física
A Linha do Dão era um caminho de ferro de via métrica, entre a estação de Santa Comba Dão, na Linha da Beira Alta, a Viseu, tendo uma extensão de cerca de 49,3 km. Permitia uma ligação entre Viseu e o resto da rede ferroviária, através da Linha da Beira Alta.
|  |  |  |

|  |  |  |

|  |  |  |

|  |  |  |

|  |  |  |

|  |  |  |

|  |  |  |

|  |  |  |

|  |  |  |

|  |  |  |

 O ponto fulcral da Linha do Vouga é a estação de Sernada, onde a linha oriunda de Aveiro se bifurca — seguindo para Viseu, à direita, e para Espinho, à esquerda. No entanto, desde a fase de planeamento (década de 1890) até 1992, a nomenclatura das linhas contrariava a sua topologia, designado-se o trajeto Espinho-Viseu (incl. infleção em Sernada) como Linha do Vouga, sendo o segmento remanescente (Aveiro-Sernada) identificado como Ramal de Aveiro. Só em 1992 foi esta nomenclatura retificada, passando a designar-se Linha do Vouga o trajeto contínuo Espinho-Aveiro, ficando o restante segmento, Viseu-Sernada (entretanto extinto em 1990), com o nome Ramal de Viseu; no entanto, a igualmente já extinta Linha do Dão (S.C.Dão-Viseu) foi também integrada sob esta nóvel designação.

### Material circulante e tipos de atrelagem
| N.º | Denominação |
| --- | ----------- |
| 1   | Beira Alta  |
| 2   | Vizeu       |
| 3   | Santa Comba |
| 4   | Tondella    |
| 5   | Dão         |
| 6   | Viriato     |

Para o início das operações desta linha, foram adquiridas, à firma alemã Maschinenfabrik Esslingen, 6 locomotivas, cada uma de 25 toneladas. À casa belga Societé Internationale de Braine-le-Comte foram encomendados 4 furgões, e 20 carruagens, sendo uma de salão, duas de primeira classe, 6 de segunda classe, 8 de terceira classe, e 3 mistas de primeira e segunda classes. Foram, igualmente, fornecidos 40 vagões pelas Oficinas Metalúrgicas de Nivelles, sendo 12 fechados, 2 preparados para o transporte de peixe, 14 de plataformas, e 12 de bordas altas.
Originalmente, foi utilizado um sistema de atrelagem que consistia num tensor central, por debaixo de um tampão, muito semelhante ao utilizado alguns anos depois, na Linha do Vouga.

Foram igualmente empregues algumas automotoras da Série 9300.

## História
| Entre as Estações       | Extensão  | Inauguração            | Encerramento           |
| ----------------------- | --------- | ---------------------- | ---------------------- |
| Santa Comba Dão – Viseu | 49,214 km | 24 de Novembro de 1890 | 28 de Setembro de 1989 |

### Planeamento
Uma lei de 26 de Janeiro de 1876, que estabeleceu as directrizes para a construção de vários caminhos de ferro, previa a instalação de um ramal, em bitola reduzida, que ligasse a Linha da Beira Alta à cidade e região de Viseu. A construção desta ligação, então denominada de Ramal de Viseu, foi estabelecida com bitola métrica, numa proposta de lei de 9 de Janeiro de 1883, que foi aprovada em 26 de Abril. O concurso foi aberto no dia 30 de Agosto, com uma garantia de juro de 5,5%, possibilidade de resgate em quinze anos, e despesas de exploração com os limites máximo e mínimo fixados. No entanto, e tal como acontecera com a Linha de Mirandela, cujas condições eram semelhantes, não surgiram quaisquer concorrentes, devido principalmente ao reduzido prazo de resgate, pelo que em 21 de Novembro foi aberto um novo concurso, com melhores condições. Porém, só apareceu um interessado, o empresário Henry Burnay, tendo o contrato provisório sido elaborado em 24 de Dezembro e aprovado por uma lei de 26 de Maio do ano seguinte, embora com a condição de que a constituição dos membros da direcção ou da administração da sociedade responsável pela exploração deveria ser maioritariamente formada por indivíduos de nacionalidade portuguesa. Esta condição foi introduzida pelo ministro António Augusto de Aguiar, que ficou conhecido pelo seu patriotismo.

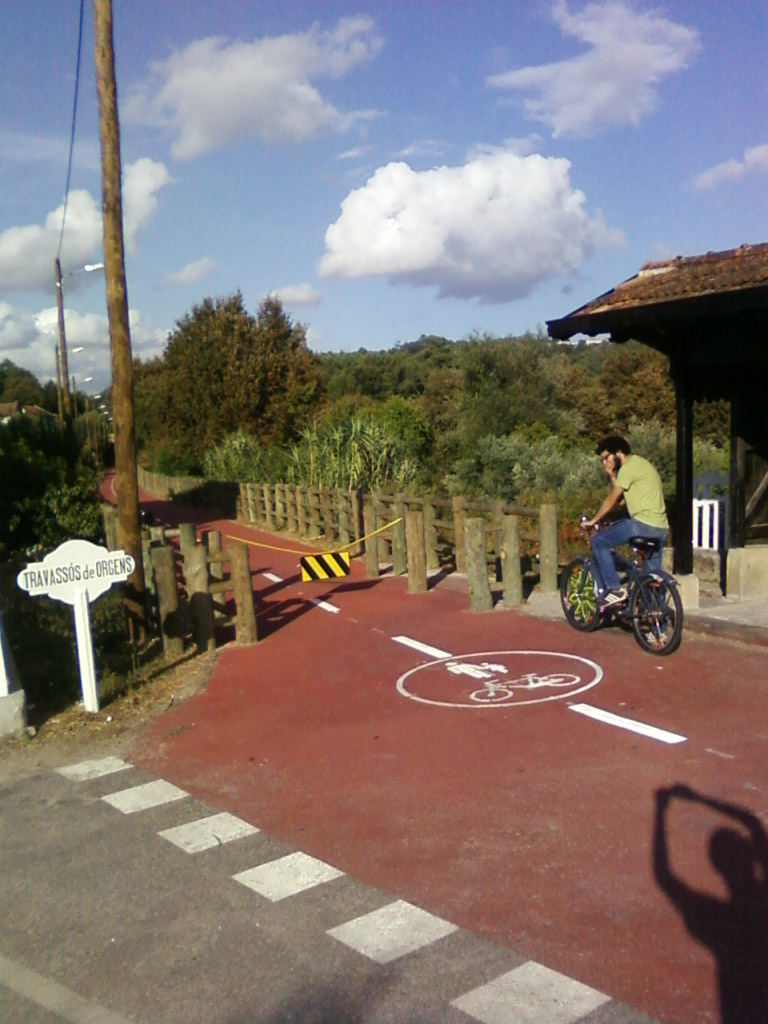
Ciclovia sobre o leito da Linha do Dão, junto ao Apeadeiro de Travassós de Orgens.

Porém, a firma de Henry Burnay não quis, no entanto, aceitar este ponto, e desistiu do contrato. Assim, foi aberto um novo concurso em 11 de Dezembro, tendo sido aceite a proposta apresentada por um sindicato, constituído pelo Visconde da Macieira, Fernando Palha,  Henrique J. Moser, e o Conde da Foz. A base de adjudicação foi estabelecida em 22:880$000 por quilómetro, para o governo garantir à empresa a formação de um juro de 5½ por cento, se a as receitas de exploração fossem inferiores a 700$000 por quilómetro. O contrato provisório foi estabelecido em 23 de Janeiro de 1885, aprovado por uma lei de 30 de Junho, e tornado definitivo em 29 de Julho. Este documento foi assinado pelo Ministro das Obras Públicas, Fontes Pereira de Melo, e pelo procurador-geral da Coroa, Martens Ferrão, em representação do governo. Estes concessionários, que naquela altura também possuíam os direitos para a construção da linha entre entre Foz Tua e Mirandela, fundaram a Companhia Nacional de Caminhos de Ferro em 22 de Outubro de 1885, para construir estas duas ligações. Com efeito, a transferência da concessão do Ramal de Viseu para esta empresa já tinha sido concedida por um alvará de 1 de Outubro do mesmo ano. O objectivo final seria ligar Santa Comba Dão a Bragança, seguindo por Viseu, Foz-Tua e Mirandela.
Porem, o planeamento desta linha foi atrasado por vários pedidos, tendo sido estudadas inúmeras variantes, nas quais trabalharam um grande número de engenheiros, e só nos finais de 1887 é que foi aprovado o percurso para o lanço entre Santa Comba Dão e Tondela, tendo a linha sido aprovada em toda a sua totalidade em Março de 1888.

### Construção
A construção das infra-estruturas foi inicialmente contratada com o Visconde de Barreiros, que já se tinha celebrizado pela execução de obras importantes no Brasil, mas os constantes atrasos no planeamento da linha, e a reduzida compensação por quilómetro do empreiteiro, fizeram com que este rescindisse o contrato em Janeiro de 1890. Nesta altura, a construção estava consideravelmente a meio, faltando instalar algumas pontes e acabar outras, realizar a maior parte das expropriações nos últimos vinte quilómetros junto a Viseu, fazer o Túnel de Fonte de Arcada e a trincheira correspondente, e acabar a construção da maior parte das estações e apeadeiros, que ainda se encontravam no começo. Previa-se então que a construção da linha só iria terminar em cerca de ano e meio. A Companhia colocou o engenheiro Diniz da Motta, à frente dos trabalhos, que se tinha distinguido pela construção do lanço da Linha do Tua até Mirandela, e que nessa altura se encontrava a laborar no Caminho de Ferro da Beira Baixa. Assim, foram retomados os trabalhos, que avançaram rapidamente, com obras tanto de dia como de noite. Durante as obras, também se distinguiram os engenheiros Bettencourt e Abecassiz, e os condutores Oliveira Duarte e Valladas, que chefiavam os quatro sectores nos quais a linha estava dividida. No dia 1 de Junho de 1890, chegou o primeiro comboio a Tondela, que tinha partido de Santa Comba Dão.
Considerou-se que a linha foi construída de forma sólida, de forma a facilitar ao máximo o andamento das composições. Entre as várias infraestruturas, contava com sete pontes, todas construídas pela firma Societé Internationale de Braine-le-Comte. Após a construção, verificou-se que media 64,64 m a mais do que o planeado, tendo a Companhia Nacional pedido ao governo, em 1902, o pagamento dos juros relativos a este excesso.
A construção da Linha do Dão inseriu-se num quadro de grande desenvolvimento da rede ferroviária de bitola métrica em Portugal, que se iniciou nos princípios da década de 1880. Porém, a imprensa regional criticou a escolha da via estreita para a construção da linha, alegando que Viseu foi prejudicada em relação a outras cidades, como Braga, que apresentava condições semelhantes. Com efeito, as únicas capitais de distrito que foram servidas por via estreita em vez de via larga foram Viseu, Bragança e Vila Real.

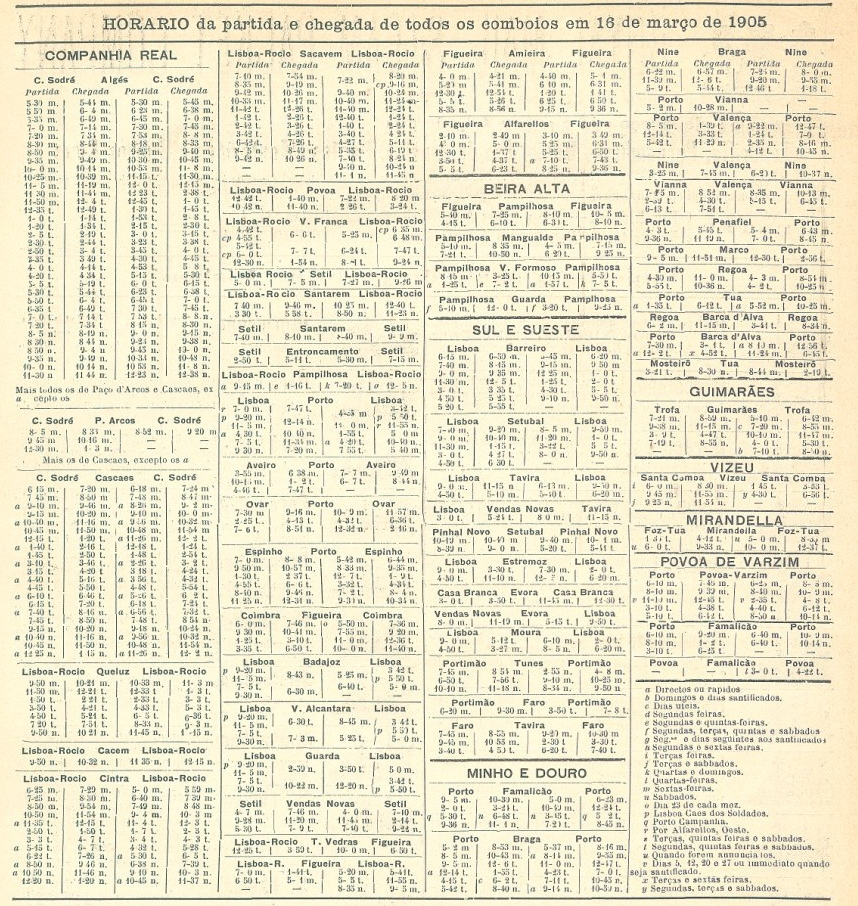
Horários dos comboios em 1905. O Ramal de Vizeu era então a única ligação ferroviária à cidade de Viseu

### Inauguração
Em 24 de Novembro de 1890, foi inaugurada a linha de Santa Comba Dão a Viseu, numa cerimónia que teve a presença do Ministro das Obras Públicas, Tomás Ribeiro. A inauguração foi acompanhada de grandes festejos, tendo as habitações de Viseu sido decoradas para a ocasião. A cerimónia foi animada por bandas de música, que percorreram as ruas, e duas sociedades públicas organizaram um banquete e um baile para os habitantes da cidade e para os convidados. Foi organizado um comboio inaugural, que percorreu a linha, parando em todas as estações, e no Viaduto da Ortigueira. Em cada estação, era esperado pelas populações e autoridades locais, com música e lançamento de foguetes, tendo sido especialmente memorável a passagem por Tondela, onde foi construído um pavilhão expressamente para a cerimónia. À passagem pela cidade de Viseu, o comboio foi saudado pelos habitantes, que se aglomeraram junto à linha, e na estação. A linha foi aberta oficialmente à exploração no dia seguinte.

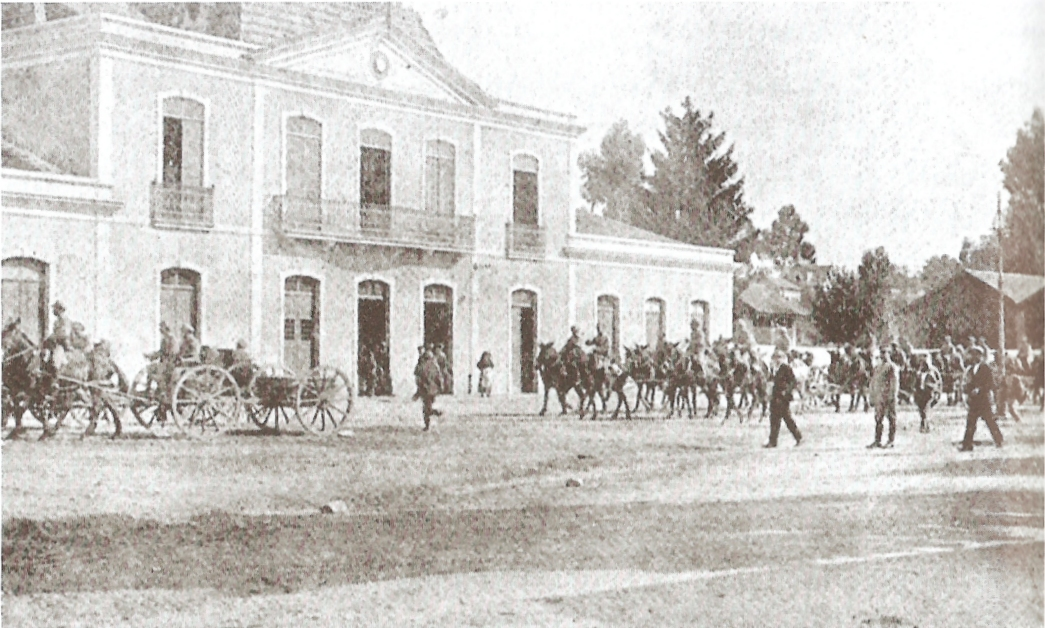
Estação Ferroviária de Viseu, em cerca de 1920.

### Século XX

#### Década de 1910
Em 1900, o número de passageiros nesta linha foi de 50.860, valor que cresceu para 54.116 em 1901; no mesmo troço, foram movimentadas, em regime de Grande Velocidade, 784 toneladas de carga em 1900, e 798 toneladas em 1901, tendo-se verificado um decréscimo no movimento de mercadorias em Pequena Velocidade, de 12.898 toneladas em 1900, para 11.993 em 1901. Em 30 de Janeiro de 1905, Bernardino Machado percorreu a linha, para inaugurar o primeiro centro republicano na cidade de Viseu. Em 8 de Março de 1908, realizou-se um comício republicano em Viseu, tendo sido organizado um comboio especial a partir de Santa Comba Dão para transportar os oradores e os participantes, que foi festivamente recebido em Tondela. No periódico A Voz da Oficina de 8 de Outubro de 1910, relatou-se que as primeiras notícias sobre a revolução republicana foram dadas por Álvaro Borges Soeiro, viajou de comboio de Lisboa para Viseu na noite de 5 de Outubro.

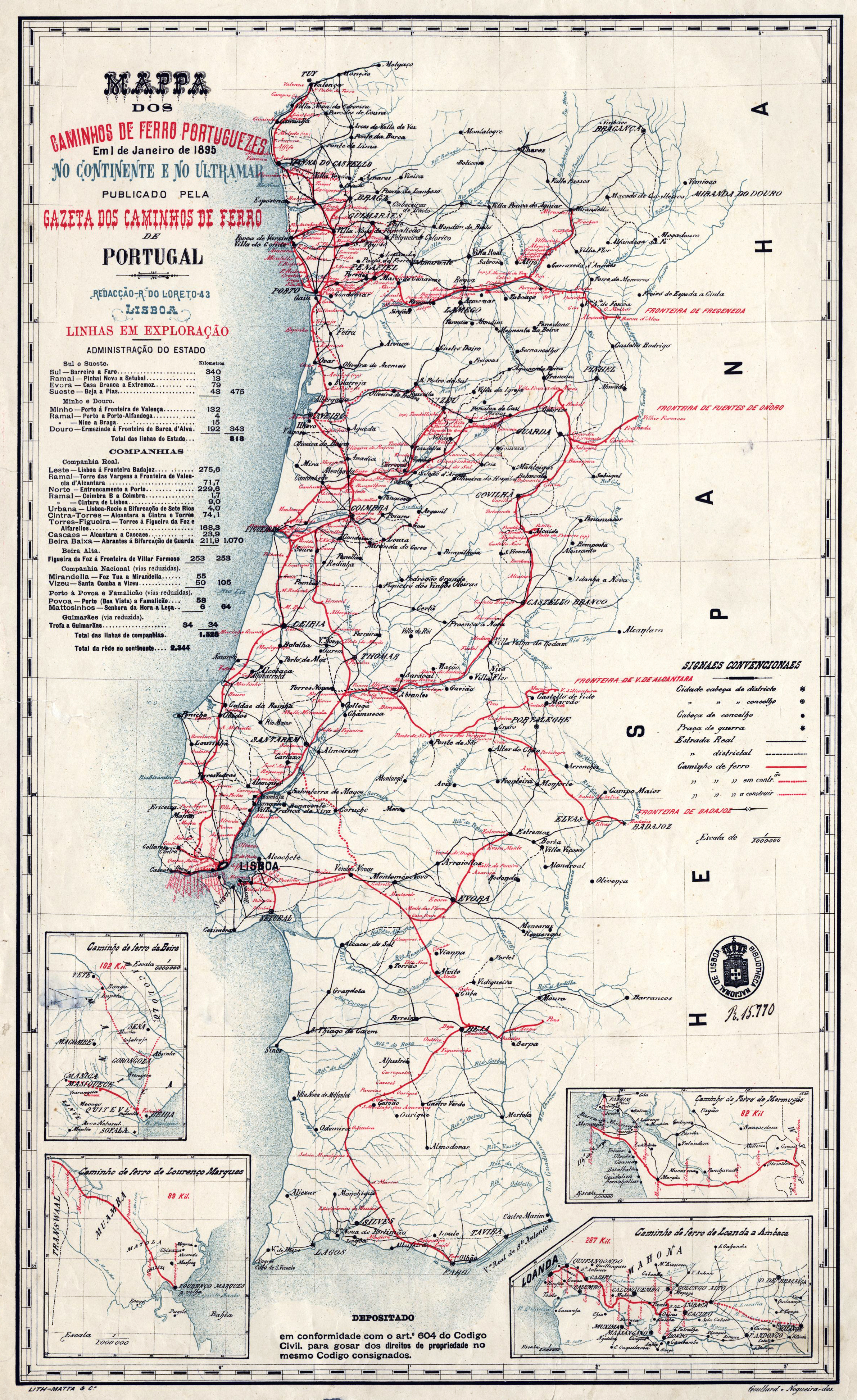
Mapa dos caminhos de ferro em Portugal em 1895. A Linha de Viseu a S. C. Dão já está construída, enquanto que a futura Linha do Vale do Vouga aparece a tracejado

#### Ligação à Linha do Vouga
Em 1889, Frederico Palha foi autorizado a construir uma linha de via estreita entre Espinho e Torredeita, na Linha do Dão. Em 1895, o ponto de entroncamento já tinha sido alterado, passando a ser nas proximidades de Viseu. Em 5 de Setembro de 1913, entrou ao serviço o lanço entre Bodiosa e Viseu, embora a Linha do Vouga só tenha sido terminada com a construção do lanço entre Vouzela e Bodiosa, em 5 de Fevereiro de 1914. Segundo um artigo publicado pelo engenheiro Xavier Cordeiro em 24 de Dezembro de 1899 no jornal Commercio do Porto uma das principais finalidades da nova linha era facilitar as comunicações entre a cidade de Viseu e o resto do país, que era insuficientemente servida pelo caminho de ferro até Santa Comba Dão. Segundo Xavier Cordeiro, nessa época um passageiro que quisesse seguir viagem desde Viseu até ao Porto teria de seguir através do único comboio diário da linha, que partia de Viseu por volta das 13:34, e que com as outras ligações só chegava ao Porto às 23:30, demorando assim cerca de nove horas e meia num percurso de 190 km. Em contraste, previa-se que quando fosse concluída, a Linha do Vouga iria permitir fazer este itinerário em metade do tempo.
Na sequência do início das hostilidades na Segunda Guerra Mundial, em Outubro de 1939 foram suprimidos vários comboios em todo o território nacional, incluindo três na Linha do Dão.

#### Integração na CP
Na década de 1930, a Companhia Nacional estava a passar por graves dificuldades financeiras, devido principalmente à crise económica, e à crescente concorrência do transporte rodoviário. Por exemplo, em 1938, todas as linhas exploradas pela Companhia davam prejuízo, incluindo o Ramal de Viseu, cujas receitas de tráfego foram 940.931$, enquanto que as despesas de exploração foram 1.206.657$.
| Ano      | Passageiros | Passageiros | Passageiros | Passageiros | Passageiros | Mercadorias | Mercadorias | Mercadorias | Mercadorias | C. exp. |
| Ano      | Classes     | Classes     | Classes     | Totais      | Receitas    | Tonelagem   | Tonelagem   | Produto     | Produto     | C. exp. |
| Ano      | 1.ª         | 2.ª         | 3.ª         | Totais      | Receitas    | G. Vel.     | P. Vel.     | G. Vel.     | P. Vel.     | C. exp. |
| -------- | ----------- | ----------- | ----------- | ----------- | ----------- | ----------- | ----------- | ----------- | ----------- | ------- |
| 1937     | 01.865      | 10.530      | 119.878     | 132.273     | 468.299$74  | 2.209       | 18.760      | 139.970$78  | 371.104$80  | 01,282  |
| 1938     | 01.538      | 08.284      | 112.690     | 122.512     | 447.026$89  | 1.987       | 19.200      | 132.866$25  | 361.038$17  | 01,275  |
| Variação | −327        | −2.246      | −7.188      | 0−9.761     | −21.272$85  | −222        | +440        | −7.104$0    | −10.066$0   |         |

Em 1 de Janeiro de 1947, a Companhia Nacional foi integrada na Companhia dos Caminhos de Ferro Portugueses. Em 5 de Março de 1974, o jornal Diário de Lisboa noticiou que na última reunião da Câmara Municipal de Viseu tinha sido aprovada uma proposta para pedir à C. P. que melhorasse o Ramal do Dão, principalmente a sua adaptação a via larga, de forma a permitir a utlização de material da Linha da Beira Alta e evitar a necessidade de transbordos em Santa Comba Dão. Este pedido tinha sido motivado pelo encerramento da Linha do Vouga, pelo que o ramal tinha-se tornado na única união de Viseu e da zona interior do seu distrito à restante rede ferroviária nacional.
Em Julho de 1983, a Assembleia Municipal de Tondela enviou um ofício à Assembleia da República a pedir que a CP continuasse a manter a Linha do Dão em funcionamento e que estudasse a sua conversão para via larga.

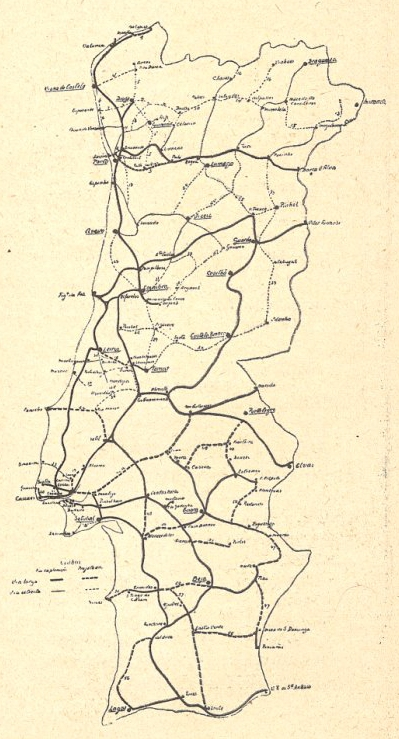
Mapa do Plano da Rede de 1930, mostrando os projectos de Viseu a Tua e a Espariz via Mangualde, e de S. C. Dão a Coimbra via Penacova.

#### Ligações planeadas a outras linhas
Em 1885, realizaram-se estudos para uma linha de via larga de Chaves a Viseu, que foi posteriormente estudada para via estreita, devido às grandes dificuldades encontradas no terreno. A Companhia Nacional também procurou construir uma linha de Viseu a Foz Tua, com  o objectivo de ligar a Linha do Dão à Linha do Tua, que também era explorada pela Companhia Nacional, de forma a corrigir o isolamento em que se encontravam; no entanto, este projecto seria de construção muito difícil e teria pouca procura, devido às condições da região a atravessar. O plano para a linha de Viseu a Tua foi confirmado pelo Plano Geral da Rede Ferroviária, publicado pelo Decreto n.º 18:190, de 28 de Março de 1930, que determinou que, caso fosse concluído, formaria um troço único de Santa Comba Dão a Tua, denominado de Linha de Santa Comba a Foz Tua.

### Encerramento
A Linha do Dão foi encerrada em 28 de Setembro de 1989. O encerramento foi provocado pela fraca qualidade do serviço ferroviário prestado pela CP (quando a linha foi encerrada só existia um comboio por dia). Dois meses depois, em 1 de Janeiro de 1990, encerrou definitivamente o troço Sernada do Vouga–Viseu da Linha do Vouga, privando Viseu de acesso ferroviário. O encerramento destas linhas inseriu-se numa onda mais vasta de encerramentos de linhas complementares em Portugal. No total, os encerramentos das décadas de 1980 e 1990 levaram a que Viseu e Bragança se tornassem nas duas únicas capitais de distrito de Portugal sem acesso ferroviário. Viseu também se tornou na maior cidade da Europa continental sem comboio. Os carris da Linha do Dão foram removidos em finais da década de 1990. Alguns troços da linha foram transformados em estradas e caminhos.
A possibilidade de reabertura da Linha do Dão ainda chegou a ser estudada em 2001, mas foi rejeitada. Nesse ano, a CP fez um estudo sobre a ligação ferroviária de Viseu ao resto da rede ferroviária portuguesa. Foram analisadas duas hipóteses: a reconstrução e reabertura da Linha do Dão em bitola ibérica ou a construção de uma linha nova (também em bitola ibérica) entre a Linha da Beira Alta e Viseu. A linha nova (mais curta que a Linha do Dão) sairia da Linha da Beira Alta entre as estações de Mangualde e Nelas (nas proximidades do apeadeiro de Moimenta-Alcafache) e terminaria no interior da cidade de Viseu, provavelmente a sul do Parque Florestal do Fontelo. A CP rejeitou a hipótese de reabertura da Linha do Dão, pois estimava-se que a sua reconstrução custaria o dobro da construção de uma linha nova entre Nelas/Mangualde e Viseu. Com efeito, a companhia apenas fez um estudo de viabilidade técnica para a linha nova, o qual ficou concluído em Setembro de 2001. De acordo com o estudo, a construção da linha nova custaria 139 milhões de euros. O estudo de mercado previa que em 2010 viajariam, por dia, 948 passageiros entre Lisboa e Viseu, 589 entre Coimbra e Viseu e 349 entre Porto e Viseu. A Câmara Municipal de Viseu mostrou interesse no projeto, mas devido a compromissos assumidos, defendia que a estação ferroviária de Viseu deveria ser construída num local a 3 km do centro da cidade. Isso fez com que as previsões de tráfego tivessem que ser revistas em baixa.
Desde meados da década de 2000 que o regresso do comboio a Viseu tem sido discutido no contexto da linha Aveiro–Viseu–Salamanca. Em Novembro de 2003, o governo português (liderado por José Manuel Durão Barroso) acordou com o governo espanhol (liderado por José Maria Aznar) a construção de uma linha de alta velocidade entre Aveiro e Salamanca, que passaria por Viseu. Esta seria uma linha mista (teria tráfego de passageiros e de mercadorias) e seria parte integrante da ligação em alta velocidade entre o Porto e Madrid. A LAV Aveiro–Salamanca deveria estar concluída em 2015. No entanto, todo o projeto da alta velocidade em Portugal foi suspenso por tempo indeterminado em 2011. Depois disso, houve projetos para a construção de uma linha convencional entre Aveiro, Viseu e Mangualde (já existe um linha convencional entre Mangualde e Salamanca). A construção da linha Aveiro–Mangualde teria um custo estimado de 675 milhões de euros e o governo candidatou-a para ser financiada por fundos comunitários da União Europeia no valor de 404 milhões de euros. No entanto, a construção desta linha sofreu um grande revés quando em Julho de 2016 a União Europeia decidiu rejeitar essa candidatura a fundos comunitários.

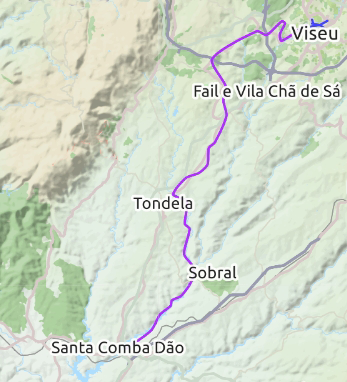
Ecopista do Dão

### Ecopista do Dão
Em 2007, o troço da Linha do Dão entre Viseu e Figueiró foi convertido em ecopista,[carece de fontes?] existindo actualmente em Vildemoinhos um posto de aluguer de bicicletas. O prolongamento da ecopista ao longo do restante traçado da Linha do Dão foi um projecto realizado no âmbito de uma parceria entre os municípios servidos pela linha — Viseu, Tondela e Santa Comba Dão.[carece de fontes?] O projecto, denominado Ecopista do Dão, previa o restauro de todas as estações, apeadeiros e restantes e obras de arte da linha, bem como a instalação de iluminação pública ao longo de toda a ecopista.[carece de fontes?] A Ecopista do Dão foi inaugurada a 2 de Julho de 2011.[carece de fontes?] A quilometragem da Ecopista do Dão é feita em sentido inverso ao da Linha do Dão, isto é, começa em Viseu e termina em Santa Comba Dão.[carece de fontes?]
| Entre as Estações          | Extensão  | Inauguração         |
| -------------------------- | --------- | ------------------- |
| Viseu – Figueiró           | 08,273 km | 21 de Abril de 2007 |
| Figueiró – Santa Comba Dão | 40,941 km | 2 de Julho de 2011  |

## Acidentes e incidentes

### Autocarros de substituição
- 29 de agosto de 1990 — Um autocarro de substituição da CP que fazia a ligação entre Viseu e a estação ferroviária de Santa Comba Dão despistou-se no tabuleiro da Ponte do Vimieiro sobre o rio Dão (no IP 3), embateu num carro que circulava em sentido contrário e caiu nas águas da albufeira da Barragem da Aguieira, provocando a morte dos dois ocupantes do autocarro, o motorista e o cobrador.[49] O acidente parece ter sido causado pelo rebentamento de um pneu.[49] O autocarro estava a cerca de 500 metros do final da viagem e não transportava passageiros na altura, pois o último tinha saído na paragem anterior.[50]

## Leitura recomendada
- MARTINHO, António Manuel Matoso; LUNET, Carlos Alberto Homem de Figueiredo (2014). O Ramal de Viseu. Linha do Dão. Tondela: Comunidade Intermunicipal da Região Dão Lafões. 116 páginas